# Greg Barber
Gregory Barber (Kelowna, 26 maggio 1980) è un ex hockeista su ghiaccio canadese.

## Carriera
Greg Barber dopo aver giocato nella British Columbia Hockey League nel 1999 fu scelto al Draft NHL al settimo giro dai Boston Bruins. Nelle quattro stagioni successive militò nella Western Collegiate Hockey Association vincendo un titolo con l'Università di Denver.
Nel 2003 divenne professionista andò a giocare nella ECHL con i San Diego Gulls, entrando al termine della stagione nell'All-Rookie Team grazie a 77 punti ottenuti in 74 partite. Nelle due stagioni successive militò soprattutto nella United Hockey League, alternando alcuni brevi esperienze in prestito nella American Hockey League.
Nel 2006 si trasferì in Europa, giocando in Norvegia nella GET-ligaen con i Storhamar Dragons, totalizzando 46 punti in altrettante presenze. Nell'estate successiva si trasferì nella Serie A italiana dopo essere stato ingaggiato dall'HC Val di Fassa. Dopo una stagione molto positiva passò al Val Pusteria, squadra per cui giocò nelle due stagioni successive fino al ritiro nel 2010.

## Palmarès

### Club
- Western Collegiate Hockey Association: 1

University of Denver: 2001-2002

### Individuale
- ECHL All-Rookie Team: 1

2003-2004